# 1860
- Wikisource

| Calendário gregoriano                                                        | 1860 MDCCCLX                        |
| Ab urbe condita                                                              | 2613                                |
| Calendário arménio                                                           | 1309 – 1310                         |
| Calendário bahá'í                                                            | 16 – 17                             |
| Calendário budista                                                           | 2404                                |
| Calendário chinês                                                            | 4556 – 4557 Início a 23 de janeiro  |
| Calendário copta                                                             | 1576 – 1577                         |
| Calendário etíope                                                            | 1852 – 1853                         |
| Calendários hindus - Vikram Samvat - Calendário nacional indiano - Cáli Iuga | 1915 – 1916 1781 – 1782 4960 – 4961 |
| Calendário Holoceno                                                          | 11860                               |
| Calendário islâmico                                                          | 1277 – 1278                         |
| Calendário judaico                                                           | 5620 – 5621                         |
| Calendário persa                                                             | 1238 – 1239 Início a 21 de março    |
| Calendário rúnico                                                            | 2110                                |
| Calendário solar tailandês                                                   | 2403                                |

1860 (MDCCCLX, na numeração romana)  foi um ano bissexto do século XIX  do actual Calendário Gregoriano, da Era de Cristo, e as suas letras dominicais foram  A e G (52 semanas), teve início a um domingo e terminou a uma segunda-feira.
| Ano completo                       |
| ---------------------------------- |
| Ano bissexto com início ao domingo |

## Eventos
- Criação do Telefone.

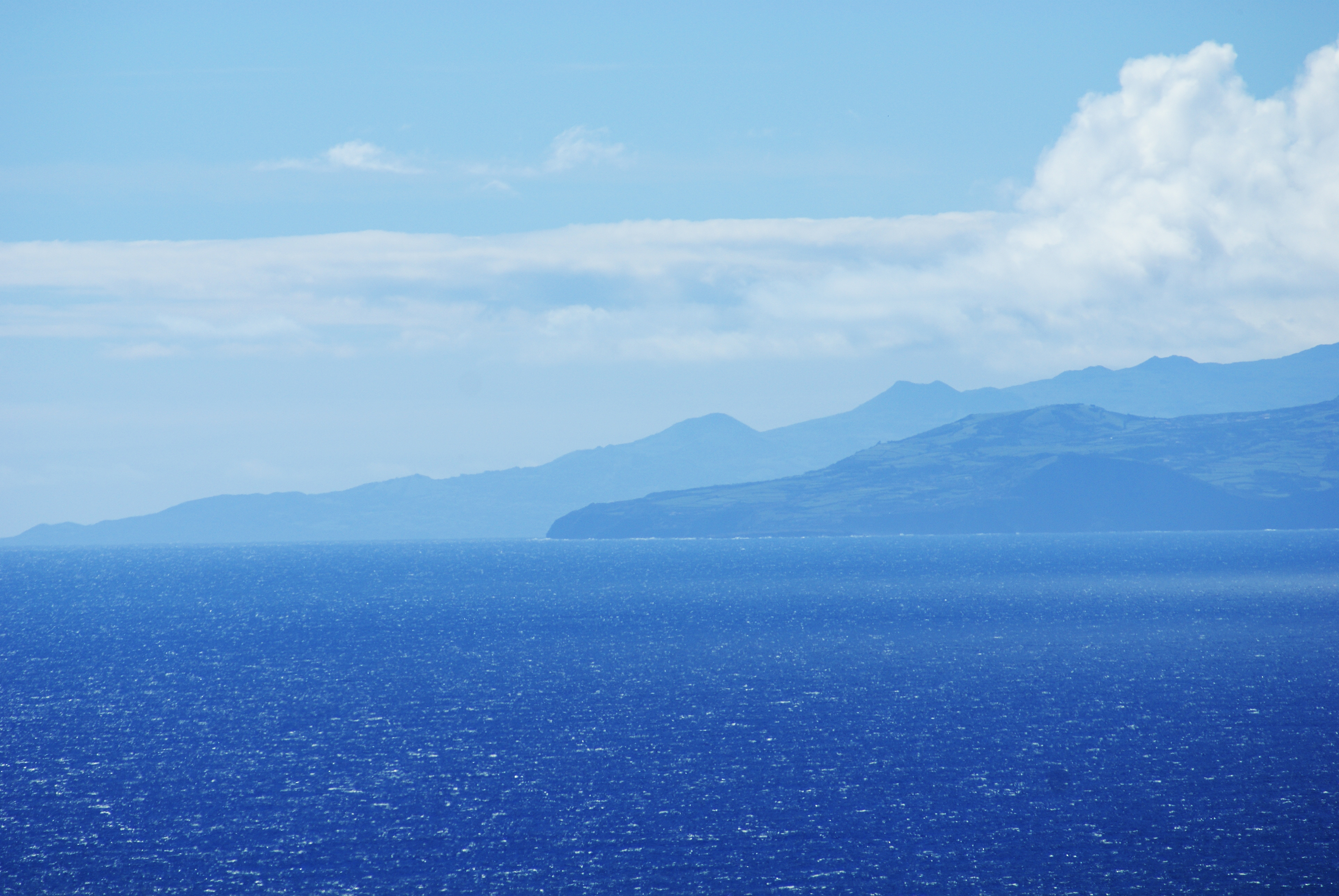
Em primeiro plano a ilha de São Jorge e em segundo plano a ilha do Pico, vista das Cinco Ribeiras, Açores.

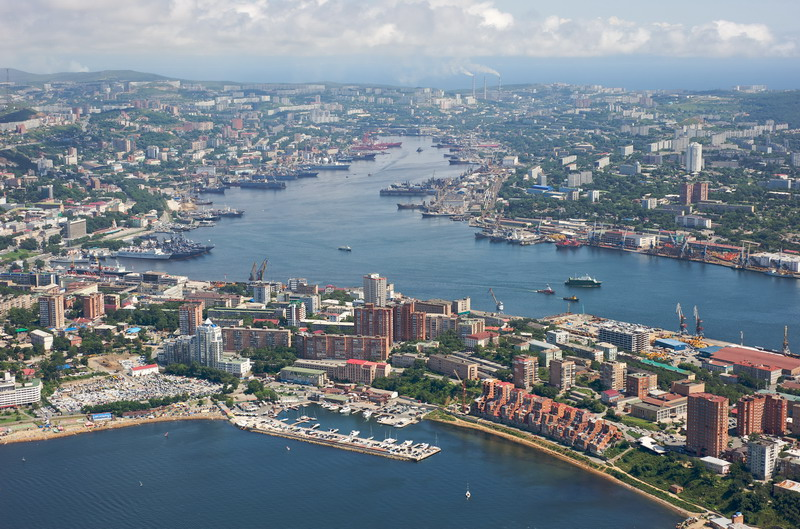
Visão aérea da região central de Vladivostok, Rússia.

- A vila portuguesa de Setúbal é elevada a cidade.
- É iniciada a construção nas Doze Ribeiras, na ilha Terceira, de uma rede chafarizes pelos serviços distritais de Obras Públicas, sendo o chafariz da praça central da localidade datado de 1863.
- Foi fundada a cidade de Vladivostok.
- O Candidato Abraham Lincoln foi eleito presidente com 39% dos votos.

## Fevereiro
- 6 de fevereiro - Fundada a cidade de Araruama, região litorânea fluminense.

## Março
- 5 de março — Parma, Toscana, Módena e Romanha aceitam em referendo se unir ao Reino da Sardenha.

## Julho
- 2 de julho - a cidade de Vladivostok é fundada.

## Agosto
- 9 de agosto – Autorização de construção de um porto em Ponta Delgada, ilha de São Miguel, Açores.

## Setembro
- 7 de Setembro - Naufrágio na então ainda Vila da Praia da Vitória, ilha Terceira, do patacho americano Huner.

## Outubro
- 28 de outubro – Visita do Príncipe de Inglaterra, Alfredo, Duque de Saxe-Coburgo-Gota, à ilha do Faial, Açores.

### Carnaval
- Primeiro baile mascarado em Salvador, no Teatro São João.
- Desfile da primeira sociedade carnavalesca em São Paulo, a Sociedade Carnavalesca Piratininga.

## Nascimentos
- 3 de janeiro - Katō Takaaki, vigésimo e quarto primeiro-ministro do Japão. (m. 1926)
- 17 de Janeiro
  - Carlos José Solórzano, presidente da Nicarágua de 1925 a 1926  (m. 1936).
  - Douglas Hyde, primeiro presidente da Irlanda. (m. 1949)
- 29 de Fevereiro - Herman Hollerith, engenheiro e estatístico germano-norte-americano (m. 1929).
- 9 de Maio – James Matthew Barrie, escritor britânico (m. 1937).
- 15 de maio - Ellen Axson Wilson, esposa de Woodrow Wilson e vigésima e nona primeira dama dos Estados Unidos. (m. 1914)
- 20 de maio - Eduard Buchner, químico alemão, vencedor da  Medalha Liebig e do Nobel de Química. (M. 1917)
- 27 de maio - Manuel Teixeira Gomes, sétimo presidente de Portugal. (m. 1941)
- 27 de Junho - Miguel Vaz de Almada, nobre e político português (m. 1916)
- 29 de Junho - Júlio Prates de Castilhos, advogado e político brasileiro (m. 1903).
- 5 de Agosto - Louis Wain, desenhista britânico (m. 1939).
- 12 de Agosto - Klara Hitler, mãe de Adolf Hitler (m. 1907).
- 20 de Agosto - Raymond Poincaré, presidente da França de 1913 a 1920 e primeiro-ministro de 1912 a 1913, de 1922 a 1924 e de 1926 a 1929 (m. 1934).
- 13 de Setembro - Dom José Marcondes Homem de Melo, bispo brasileiro (m. 1937).
- 17 de Setembro - Paulo de Frontin, político e engenheiro brasileiro (m. 1933).
- 29 de Setembro - Louis Borno, presidente do Haiti de 1922 a 1930 (m. 1942).
- 3 de Novembro -  Alfredo Andersen,  Christianssand,  pintor, escultor, decorador, cenógrafo, desenhista e professor norueguês radicado no Brasil. (m.1935)
- 6 de novembro - Bento Carqueja, empresário, publicista, escritor, naturalista e professor português (m. 1935).
- 20 de Novembro - José Figueroa Alcorta, presidente da Argentina de 1906 a 1910 (m. 1931).

15 de Dezembro - Niels Ryberg Finsen, dinamarquês premiado com o Nobel de Fisiologia ou Medicina em 1903 (m. 1904).
- 31 de Dezembro - Manuel Lopes Rodrigues, pintor brasileiro (m. 1917).
- ?? - Pío Romero Bosque, presidente de El Salvador de 1927 a 1931 (m. 1935)

## Mortes
- 15 de Março - José Martiniano Pereira de Alencar, político brasileiro (n. 1794)
- 19 de fevereiro - Francisca Maria de Jesus, a viscondessa de Jequitinhonha (n. 1792)
- 1 de Maio - Anders Sandøe Ørsted, foi primeiro-ministro da Dinamarca (n. 1778).
- 9 de Setembro - Maria Francisca de Abreu Pereira Cirne, condessa de Almada e senhora do Paço de Lanheses (n. 1802).
- 21 de Setembro
  - Arthur Schopenhauer, filósofo alemão (n. 1778).
  - Vicente da Fontoura - líder civil da Revolução Farroupilha (n. 1807)
- 1 de Novembro - Carlota da Prússia, imperatriz da Rússia (n. 1798)
- 29 de Novembro - Romualdo Antônio de Seixas, bispo católico (n. 1787)
- 26 de Abril - António José de Sousa Manuel de Menezes Severim de Noronha n. 1792, 7.º conde e 1.º marquês de Vila Flor e 1.º duque da Terceira (n. 1792)
- 18 de Outubro - Casimiro de Abreu, poeta brasileiro (n. 1839)

## Por tema
- 1860 no Brasil
- 1860 na ciência
- 1860 no cinema
- 1860 na literatura
- 1860 na música